# Trichomonóza ptáků
Trichomonóza je protozoární infekce horní části trávicího traktu ptáků. Je to onemocnění všeobecně rozšířené, nejčastěji se vyskytuje u holubů a dravců, ale postihuje také papoušky, pěvce a jiné volně žijící ptáky; u domácí drůbeže a bažantů je výskyt nemoci sporadický, trichomonády se zde působí jako příležitostní (fakultativní) patogen.

## Vznik a příčina nemoci (etiologie)
Původcem onemocnění je prvok bičenka drůbeží Trichomonas gallinae (Rivolta, 1878), (syn. T. columbae). Má tělo hruškovitého tvaru, jeho délka kolísá v rozmezí 6–18 µm a šířka 2–9 µm. Z předního konce odstupují 4 volné bičíky a bičík tvořící undulující membránu, která dosahuje asi do 3/4 těla. Úzký axostyl mírně přesahuje zadní část těla. Trichomonády se rozmnožují podélným dělením. Energii v anaerobním prostředí získávají glykolýzou sacharidů pomocí hydrogenosomů, buněčných organel nahrazujících mitochondrie. Vyskytují se i kmeny nepatogenní a kmeny rozdílné patogenity. Trichomonády lze kultivovat na umělých pevných půdách.

## Průběh a šíření nemoci (epizootologie)
Přirozené infekce T. gallinae se vyskytují u holubů, kura domácího, krůt, papoušků (amazoňan modročelý, korely, andulky), kanárů, amadin, sokolů a dalších ptáků. Rezervoárem trichomonád v přírodě jsou latentně infikovaní dospělí ptáci (celoživotní nosičství). Nejzávažnější jsou však infekce holubů, kteří také představují trvalý zdroj (rezervoár) infekce. U holubů parazitují trichomonády v horní části trávicího traktu (dutina zobáku, jícen, vole), při generalizované formě (transport krevní cestou) také na serózách a v orgánech dutiny tělní. K prvotní infekci holoubat dochází při krmení rodiči tzv. holubím mlékem.
Trichomonády nevyžadují mezihostitele nebo vektory a jsou přenášeny přímým kontaktem vnímavých ptáků s infikovanými jedinci; mohou se také šířit prostřednictvím kontaminovaného krmiva a pitné vody, volně poletujícím ptactvem a latentně infikovanými holuby. U sokolovitých ptáků držených v zajetí dochází k trichomonóze po zkrmování trichomonádami infikovaných holubů. Nemoc se u nich zpravidla projevuje postižením jater; změny na sliznicích horního trávicího traktu nemusí být vždy přítomny.

## Příznaky onemocnění (symptomatologie)
Inkubační doba u holubů se pohybuje v rozmezí 4–14 dní.
Klinické příznaky jsou variabilní, závisejí na virulenci původce, věku, kondici a imunitě hostitele. Rozlišují se formy onemocnění: (1) slizniční, (2) generalizovaná (střevní, septická), a (3) tvrdý pupek (omphalitis necrotica). Průběh nemoci může být akutní nebo chronický.
U infikovaných holubů se pozoruje matné peří, anorexie, vomitus, dyspnoe, celková slabost a vyhublost; u poštovních holubů klesá výkonnost a někdy i ztráta orientace. V dutině zobáku se může nacházet nazelenalá nebo nažloutlá tekutina, která odkapává ze zobáku. Nejvíce postižena bývají holoubata ve věku do 10–20 dní, u nichž mortalita může dosahovat 50-80 %. Postižená holoubata jsou slabá, špatně se vyvíjejí a rostou pomaleji. Nedostatečně přijímají potravu, mají průjem a špatně přepeřují. V dutině zobáku se zjišťuje zarudnutí sliznice a ložiskové sýrovité (kaseózní) nekrotické změny, které mohou postupně splývat v difteroidní povlaky a zasahovat až do hltanu, případně obturovat vstup do jícnu. Mohou také penetrovat do okolní tkáně a prominovat přes kůži hlavy a krku. U holoubat se někdy zjišťují nekrotické tuhé masy v okolí pupku, jako tzv. „tvrdý pupek“. Při generalizované formě se pozorují dýchací potíže a pinguinní postoj; holubi mohou i náhle uhynout bez předchozích příznaků onemocnění.
Také u papouškovitých ptáků může trichomonóza představovat vážné onemocnění. Výskyt trichomonád ale u nich bývá často přehlédnut vzhledem k unikátní intracelulární lokalizaci parazita. U postižených andulek byly pozorovány stomatitida, dysfagie, vomitus, průjem a úhyn, doprovázené nálezem žlutých sýrovitých pablán v jícnu a voleti. Zpravidla bývají postiženy starší andulky, ve věku 1-3 roky, a změny mají proliferativní charakter. U 10týdenního amazoňana modročelého se trichomonóza projevovala nálezem velkých kasózních mas v distální části průdušnice.
U výletků korel, amazoňana fialovotemenného, zelenolícího, aratinga zlatého a dlouhoocasého se trichomonóza projevovala nekrotickou dermatitidou v komisuře zobáku, depresí, stází volete a nálezem bílých kaseózních povlaků na jazyku a hltanu.
U rekonvalescentů vzniká imunita, která pravděpodobně vysvětluje normální kondici u holubů s masivním nálezem trichomonád ve voleti. Může se ale také jednat o infekce méně virulentním kmenem trichomonád.

## Diagnostika
Diagnóza trichomonózy se stanovuje mikroskopickým nálezem trichomonád ve výtěru z volete navlhčeným tamponem nebo v otiskových preparátech z orgánových lézí (nativní nebo barvené preparáty); trichomonády také mohou být kultivovány in vitro. Diagnózu podporuje klinický a pitevní nález. Změny připomínající trichomonózu se mohou vyskytovat při slizniční formě neštovic, herpesvirové infekci holubů, kandidóze a hypovitaminóze A.

## Terapie a prevence
K léčbě se používají nitrofuranové a nitroimidazolové preparáty. Existují ale již kmeny trichomonád rezistentní na tyto preparáty. Antibiotika jsou indikována při podezření na sekundární bakteriální kontaminace. V pokročilých případech, kdy je postižena velká část sliznice horní části trávicího traktu, je prognóza nejistá.
Prevence je založena na zoohygienických opatřeních (pravidelné umývání a dezinfikování krmítek a napáječek), v opakované kontrole zdravotního stavu holubů a zejména v kontrole zdravotního stavu u nově nakupovaných holubů (případně karanténa), kontrole a přeléčení rodičovských párů před líhnutím holoubat apod.

## Trichomonóza dinosaurů
Podle vědecké studie, publikované v roce 2009 je možné, že mnozí tyranosauridi trpěli obdobou současné trichomonózy, tedy onemocněním, způsobeným parazitickými prvoky. V současnosti tímto onemocněním trpí měkkozobí a hrabaví ptáci, potažmo dravci, u kterých je způsobeno prvokem bičenkou drůbeží (Trichomonas gallinae). U tyranosaurů, daspletosaurů a albertosaurů bylo toto onemocnění diagnostikováno na základě výrazných lézí (kruhových otvorů) na čelistech. Přenos nastával při krmení mláďat, s nakažené kořisti nebo vzájemným kousáním při soubojích těchto obřích dravých dinosaurů.
Podle odborné studie, publikované v roce 2022, však otvory na lebkách (zejména dolních čelistech) tyranosauridů nebyly způsobeny parazitární infekcí, ale mnohem pravděpodobněji mechanickým poraněním ve formě kousnutí od jiných tyranosauridů. Tomu odpovídá tvar i stavba otvorů ve zmíněných fosilních kostech (zejména báze dolní čelisti).